# Statistiska centralbyrån
Statistiska centralbyrån (SCB), das statistische Zentralamt von Schweden, ist die schwedische Behörde, die für die offizielle schwedische Statistik und alle übrige staatliche Statistik verantwortlich ist. Vorläufer des Amtes gibt es seit 1749.
Im Jahr 1749 hatten in Schweden (ohne Finnland) knapp 1,8 Millionen Menschen gelebt.
Im Jahr 2010 hatte das Amt rund 1385 Beschäftigte. Die Büros befinden sich in Stockholm (ca. 545 Beschäftigte, Lage) und Örebro (ca. 695 Beschäftigte, Lage).